# East Ridge
East Ridge is een plaats (city) in de Amerikaanse staat Tennessee, en valt bestuurlijk gezien onder Hamilton County.

## Demografie
Bij de volkstelling in 2000 werd het aantal inwoners vastgesteld op 20.640.
In 2006 is het aantal inwoners door het United States Census Bureau geschat op 19.756, een daling van 884 (-4,3%).

## Geografie
Volgens het United States Census Bureau beslaat de plaats een oppervlakte van
21,4 km², geheel bestaande uit land. East Ridge ligt op ongeveer 221 m boven zeeniveau.

## Plaatsen in de nabije omgeving
De onderstaande figuur toont nabijgelegen plaatsen in een straal van 8 km rond East Ridge.